# Беси (Об)
Беси (фр. Bessy) насеље је и општина у североисточној Француској у региону Шампања-Ардени, у департману Об која припада префектури Ножан сир Сен.
По подацима из 2011. године у општини је живело 128 становника, а густина насељености је износила 18,21 становника/km². Општина се простире на површини од 7,03 km². Налази се на средњој надморској висини од 87 метара (максималној 109 m, а минималној 80 m).

## Демографија
| 1962. | 1968. | 1975. | 1982. | 1990. | 1999. | 2011. |
| ----- | ----- | ----- | ----- | ----- | ----- | ----- |
| 114   | 115   | 102   | 103   | 105   | 122   | 128   |

График промене броја становника у току последњих година